# Sender Sigmaringen (In der Talwiese)
Der Sender Sigmaringen (In der Talwiese) ist ein Füllsender des SWR für Hörfunk. Er befindet sich in unmittelbarer Nähe zum Schulzentrum, etwa zwei Kilometer nordöstlich der Sigmaringer Innenstadt. Es kommt ein freistehender Stahlbetonmast als Antennenträger zum Einsatz.
Von hier aus wird die Stadt Sigmaringen und die nahe Umgebung mit dem Rundfunkprogramm von SWR4 Baden-Württemberg versorgt.
Bis zur Einführung von DVB-T wurden von diesem Sender die Fernsehprogramme Das Erste, ZDF und das SWR Fernsehen terrestrisch ausgestrahlt.
Seit dem 18. Dezember 2018 werden die Radiosender des DAB-Multiplex des Südwestrundfunks ausgestrahlt.

## Frequenzen und Programme

### Analoger Hörfunk (UKW)
Folgendes Hörfunkprogramm wird vom Sender Sigmaringen (In der Talwiese) auf UKW abgestrahlt:
| Frequenz (MHz) | Logo | Programm               | RDS PS   | RDS PI | Regionalisierung | ERP (kW) | Antennendiagramm rund (ND)/gerichtet (D) | Polarisation horizontal (H)/vertikal (V) |
| -------------- | ---- | ---------------------- | -------- | ------ | ---------------- | -------- | ---------------------------------------- | ---------------------------------------- |
| 101,2          |      | SWR4 Baden-Württemberg | SWR4_FN_ | DA04   | Bodensee Radio   | 0,1      | ND                                       | H                                        |

### Digitales Radio (DAB)
| Block                  | Programme (Datendienste) | ERP (kW) | Antennen- diagramm rund (ND), gerichtet (D) | Polarisation horizontal (H)/ vertikal (V) | Gleichwellennetz (SFN) |
| ---------------------- | --- | -------- | ------------------------------------------- | ----------------------------------------- | --- |
| 8D SWR BW S (D__00235) | DAB+ Block des SWR - SWR1 BW (112 kbps) - SWR Kultur (128 kbps) - SWR3 (Rheinland bis Bodensee) (112 kbps) - SWR4 FN (Studio Friedrichshafen) (112 kbps) - SWR4 FR (Südbaden) (112 kbps) - SWR4 S (Studio Stuttgart) (112 kbps) - SWR4 TU (Studio Tübingen) (112 kbps) - SWR4 UL (Studio Ulm) (112 kbps) - SWR Aktuell (72 kbps) - DASDING (112 kbps) - EPG (24 kbps) - TPEG (16 kbps) | 1,4      | D                                           | H                                         | Bad Urach, Baiersbronn, Blauen, Brandenkopf, Eggberg (Bad Säckingen), Elzach Elztal, Eyachtal (Albstadt-Ebingen), Feldberg im Schwarzwald, Freiburg (Schönberg), Hornisgrinde, Raichberg, Reutlingen (Scheibengipfel), Riedlingen (Reifersberg), Schramberg, Rottweil (Deilingen), Schutterlindenberg, Sigmaringen, Ulm/Kuhberg, Villingen-Schwenningen, Wannenberg, Witthoh |

### Analoges Fernsehen (PAL)
| Kanal | Frequenz (MHz) | Programm                        | ERP (kW) | Sendediagramm rund (ND)/ gerichtet (D) | Polarisation horizontal (H)/ vertikal (V) |
| ----- | -------------- | ------------------------------- | -------- | -------------------------------------- | ----------------------------------------- |
| 9     | 203,25         | Das Erste (SWR)                 | 0,0025   | D (170°)                               | H                                         |
| 33    | 567,25         | ZDF                             | 0,015    | D (170°)                               | H                                         |
| 51    | 711,25         | SWR Fernsehen Baden-Württemberg | 0,03     | D (170°)                               | H                                         |